# حسین فیض
حسین فیض (زادهٔ ۸ دی ۱۳۸۰) بازیکن فوتبال اهل ایران است که در پست مهاجم برای باشگاه نفت مسجدسلیمان در لیگ برتر خلیج فارس بازی می‌کند.